# Iwona Marcinkiewicz
Iwona Marcinkiewicz (n. 23 mai 1975, Varșovia, Polonia) este o arcașă ce a reprezentat Polonia, medaliată olimpică. A participat la 3 ediții ale Jocurilor Olimpice (1996, 2004, 2008) în care a câștigat o medalie de bronz.